# 飛車
飛車（ひしゃ）は、将棋の駒の種類の1つである。
本将棋・小将棋・中将棋・大将棋・天竺大将棋・大大将棋・摩訶大大将棋・泰将棋・大局将棋で使う。チェスのルーク・シャンチーの車・マークルックのルアと同様の動きをする。英語でもrookと訳され、略号はR。

## 概要
鎌倉期に大将棋において考案された駒である。語源は今昔物語集に登場する空飛ぶ車ではないかという説がある。
飛車が成ると、（一部の古将棋を除き）竜王になる。
本将棋では角行とならぶ広い利きを持つ大駒であり、竜王に成るとさらに利きが広がるため攻撃の要となる傾向が強い。そのため、本将棋において、最も攻めの要となる駒である。五筋を基準に左側に飛車を動かすことを「振り飛車」、それより右側に飛車を動かす、あるいは飛車を元の筋のままにして戦う戦術を「居飛車」と呼ぶように、銀将、角行とともに古くから戦術を左右する駒として知られてきた。
特に横の利きは他の駒にないもので、攻めの軸となる。その一方で、利きの強さから、玉を除く駒の中では基本的に価値（重要度）が最も高い駒とされ、相手に攻められやすい駒であり、一度相手に渡ると非常に脅威となる。特に棋力の低い人は、飛車を取られると戦意を喪失する人もいるほどで、最近では玉を詰ます詰将棋に似たものとして、飛車を詰ます「詰飛車問題」が出ているほどである。
それだけ守りにも重視しがちな駒であるが、俗諺で「ヘボ将棋、王より飛車をかわいがり」と謳われるように、飛車の守りだけに腐心すると、肝心の王の守りを崩され、敗局を迎えることになる。よって、時と場合によっては思いきって飛車を切って、攻めを打開することも求められ、寄せや詰めの手筋では飛車や龍捨てに好手を生むことも多い。それを特徴的に示した格言としては「一段金に飛車捨てあり」というのがある。
後ろの利きも強い駒であり、特に自陣に攻め駒を打たれるのを防ぐ役割も持つ。守り駒として自陣に打つこともしばしばあり、これを「自陣飛車」というが、その場合は王と離して横の利きを生かす場合が多い。
本将棋では成ることにより新たに斜め後ろへの利きが発生する唯一の駒でもある（ちなみに本将棋での他の成れる駒5種に関しては、新たに真横や真後ろへの利きが発生するという点が共通している）。
成駒である竜王の動きは飛車の完全上位互換なので、成れる場合は通常成りが選択される。しかし、極めて稀に打ち歩詰め回避等のために不成が戦略上有効になるケースもあり、詰将棋ではしばしば出現するほか、プロの公式戦の実戦において飛不成が発生したケースも少数存在する。詳細は成駒及び打ち歩詰めを参照。
実戦で将棋の駒が割れることは滅多にないが、飛車は実物の将棋の駒の中で物理的に最も割れやすいといわれている。「飛」と「車」の縦画が深く彫ってあるのがその原因の一つとされている。
本将棋では初期配置に存在する駒として最強の駒となっているのに対し、中将棋や大将棋に於いては、生駒の竜王や、奔王、獅子などといった飛車よりも強力な駒が初期配置から存在し、生駒の竜王も飛鷲に成ることができるため、中将棋や大将棋では飛車は雑魚駒と言われている。また、金将の成駒としても飛車は存在しており、ありふれた駒の一つとなっている。大将棋に登場する駒より更に強力な駒がある天竺大将棋や大局将棋、大大将棋では尚更のことである。

## 本将棋・小将棋

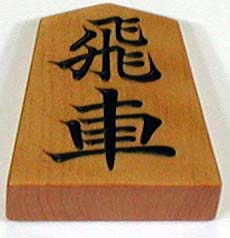
駒の表面

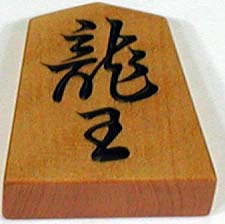
駒の裏面（龍王）

飛と略す。成駒は竜王で竜と略す。年配の人は略称として「車（しゃ）」と呼ぶこともある。
|   |   | │  |   |   |
|   |   | │  |   |   |
| ─ | ─ | 飛 | ─ | ─ |
|   |   | │  |   |   |
|   |   | │  |   |   |

|   |   | │  |   |   |
|   | ○ | │  | ○ |   |
| ─ | ─ | 竜 | ─ | ─ |
|   | ○ | │  | ○ |   |
|   |   | │  |   |   |

## 中将棋・大将棋・天竺大将棋・大局将棋
中将棋では飛と略す。金将の成駒、大局将棋では飛燕・飛猫の成駒。成ると龍王。金将の成駒としての飛車は金飛車とも呼ばれる。
|   |   | │  |   |   |
|   |   | │  |   |   |
| ─ | ─ | 飛 | ─ | ─ |
|   |   | │  |   |   |
|   |   | │  |   |   |

|   |   | │  |   |   |
|   | ○ | │  | ○ |   |
| ─ | ─ | 竜 | ─ | ─ |
|   | ○ | │  | ○ |   |
|   |   | │  |   |   |

## 大大将棋
成ることはできない。
| 元の駒         | 動き | 動き                                           | 成駒 | 動き | 動き |
| -------------- | --- | ---------------------------------------------- | ---- | ---- | ---- |
| 飛車（ひしゃ） | \| \| \| │ \| \| \| \| \| \| │ \| \| \| \| ─ \| ─ \| 飛 車 \| ─ \| ─ \| \| \| \| │ \| \| \| \| \| \| │ \| \| \| | 縦横に何マスでも動ける。飛び越えては行けない。 | -    | -    | -    |
|                | | │                                              |      |      |      |
|                | | │                                              |      |      |      |
| ─              | ─ | 飛 車                                          | ─    | ─    |      |
|                | | │                                              |      |      |      |
|                | | │                                              |      |      |      |

## 摩訶大大将棋・泰将棋
成ると金将。中将棋・大将棋・天竺大将棋・大局将棋とは元の駒と成駒の関係が入れ替わっている（金将→飛車）。
|   |   | │     |   |   |
|   |   | │     |   |   |
| ─ | ─ | 飛 車 | ─ | ─ |
|   |   | │     |   |   |
|   |   | │     |   |   |

|  |   |       |   |  |
|  | ○ | ○     | ○ |  |
|  | ○ | 金 将 | ○ |  |
|  |   | ○     |   |  |
|  |   |       |   |  |